# Lloyd Keaser
Lloyd Keaser (Maryland, Estados Unidos, 9 de febrero de 1950) es un deportista estadounidense retirado especialista en lucha libre olímpica donde llegó a ser subcampeón olímpico en Montreal 1976.

## Carrera deportiva
En los Juegos Olímpicos de 1976 celebrados en Montreal ganó la medalla de plata en lucha libre olímpica de pesos de hasta 68 kg, tras el luchador soviético Pavel Pinigin (oro) y por delante del japonés Yasaburo Sugawara (bronce).